# Thymaris granulatus
Thymaris granulatus là một loài tò vò trong họ Ichneumonidae.